# Така красунечка, як я
«Така красунечка, як я» (фр. Une belle fille comme moi) — кримінальна комедія французького режисера Франсуа Трюффо, знята ним у 1972 році.

## Сюжет
Молодий соціолог Станіслас Превін пише дипломну роботу про жіночу злочинність. Йому дозволяють зустрітися і взяти інтерв'ю у злочинниці, яка відбуває  термін за подвійне вбивство — чоловіка і коханця. Камілла Блисс, так звати ув'язнену, розповідає Станісласу все своє життя та історію своїх любовних походеньок.

## Рецензії
Американська газета The New York Times назвала фільм «одним з найкращих, серед знятих Франсуа Труффо у 1970-і роки».